# Schlacht an der Kalteiche
1792

Porrentruy – Marquain – Quiévrain – Verdun – Thionville – Valmy – Lille – Mainz (1792) – Jemappes
1793

Aldenhoven I – Namur – Neerwinden – Mainz (1793) – Famars – Valenciennes (1793) – Arlon (1793) – Hondschoote – Meribel – Avesnes-le-Sec – Pirmasens – Toulon – Fontenay-le-Comte – Cholet – Lucon – Trouillas – Dünkirchen – Le Quesnoy – Menin I – Wattignies – Weißenburg I – Biesingen – Kaiserslautern I – Weißenburg II
1794

Boulou – Landrecis – Menin II – Mouscron – Martinique – Guadeloupe – Tourcoing – Tournai – Kaiserslautern II – San-Lorenzo de la Muga – 13. Prairial – Fleurus – Kaiserslautern III – Vosges – Aldenhoven II
1795

Cornwallis’ Rückzug – Genua – Groix – Hyeres – Handschuhsheim – Mainz (1795) – Mannheim – Loano
1796

Montenotte – Millesimo – Dego – Mondovì – Lodi – Borghetto – Castiglione – Mantua – Siegburg – Altenkirchen – Wetzlar – Kircheib – Kehl – Kalteiche – Friedberg  – Malsch – Neresheim – Sulzbach – Deining – Amberg – Würzburg – Neufundland – Rovereto – Bassano – Limburg – Biberach I – Emmendingen – Schliengen – Caldiero – Arcole – Irland
1797

Fall von Kehl – Rivoli (1797) – St. Vincent – Diersheim – Santa Cruz – Neuwied – Camperduin
Die Schlacht an der Kalteiche war eine militärische Auseinandersetzung zwischen der französischen und der österreichischen Armee im Verlauf des ersten Revolutionskrieges. Am 4. Juli 1796 standen sich am Berg Kalteiche die Generäle François-Joseph Lefebvre (Frankreich) und Paul Kray von Krajowa (Österreich) gegenüber. Die Schlacht selbst fand vor der Kalteiche bei den Orten Wilnsdorf, Wilgersdorf und Würgendorf statt.

## Vorgeschichte
Im Juni 1796 hatten die Franzosen erneut den Rhein überschritten. Am 27. Juni rückte Jean-Baptiste Kléber von Düsseldorf aus kommend vor und am 2. Juli erzwangen die Franzosen den Übergang über den Rhein. Zeitgleich marschierte François-Joseph Lefebvre mit seiner Division an die Sieg, um die Österreicher aus der Kalteiche zu vertreiben. Zu diesem Zweck war er bereits mit 12.000 Soldaten in Siegen einmarschiert und hatte den Giersberg besetzt. Die Österreicher hatten schon zuvor begonnen, die Kalteiche samt ihrer Umgebung mit Verhauen, Erdwällen, Schanzen und Batterien zu sichern. Westlich der Heerstraße nach Wilnsdorf hatte man Gräben für die Infanterie ausgehoben sowie weitere Batterien dahinter positioniert. Am Abhang nach Wilgersdorf hin hatte man Verhaue errichtet und auch auf der Kalteiche selbst hatte man geschanzt.

## Der Verlauf der Schlacht
In der folgenden Schlacht, über deren Verlauf nur wenig bekannt ist, standen sich ca. 12.000 Franzosen und 8.000 Österreicher gegenüber. Am 4. Juli griffen dann aus dem Morgennebel die Franzosen die österreichischen Stellungen an. Zunächst ließ Lefebvre, der von den Stellungen des Feindes gute Kenntnisse gehabt haben muss, die starken Verschanzungen nur leicht angreifen und versuchte diese zu umgehen. Dieses gelang ihm jedoch nicht und die Österreicher konnten drei Angriffe abwehren. Erst als Lefebvre mehrere Bataillone über Würgendorf schickte, konnte er die Österreicher umgehen und ihnen so in den Rücken fallen. Durch diese zweite Front genötigt, mussten sich die Österreicher zurückziehen.

## Folgen
Wenngleich diese Schlacht für die Franzosen siegreich war, so mussten sie doch schwere Verluste hinnehmen. Die Österreicher meldeten bei dieser Schlacht 739 Tote, sowie 2.000 Verwundete, von denen im weiteren Verlauf noch ca. 1.500 an mangelnder Versorgung starben. Nach der Schlacht zogen sich die Österreicher zurück und in der Nacht vom 4. zum 5. Juli plünderten dann die Franzosen die umliegenden Ortschaften. Im weiteren Verlauf des Feldzuges mussten sich die Österreicher immer weiter zurückziehen. Erst in der Schlacht von Würzburg gelang es Erzherzog Karl von Österreich die Franzosen entscheidend zu schlagen und sie hinter den Rhein zurückzuwerfen. Erst am Ende des Jahres 1796 beendete ein Friedensschluss die Kampfhandlungen vorerst.

## Archäologische Forschungen
Auf der Kalteiche fanden mittlerweile umfangreiche Forschungen zur Besiedlung statt. Bei diesen Forschungen konnte man in einem Gemarkungswall auch Überreste der Schlacht bergen. Zu diesen zählten Kanonenkugeln, Hohlkugeln und Musketenkugeln, sowie die Abdeckung eines Vorderladers.